# Síremlék
A síremlék a sír helyét jelölő és/vagy a halott emlékét őrző műalkotás, a halottkultusz fontos eleme.

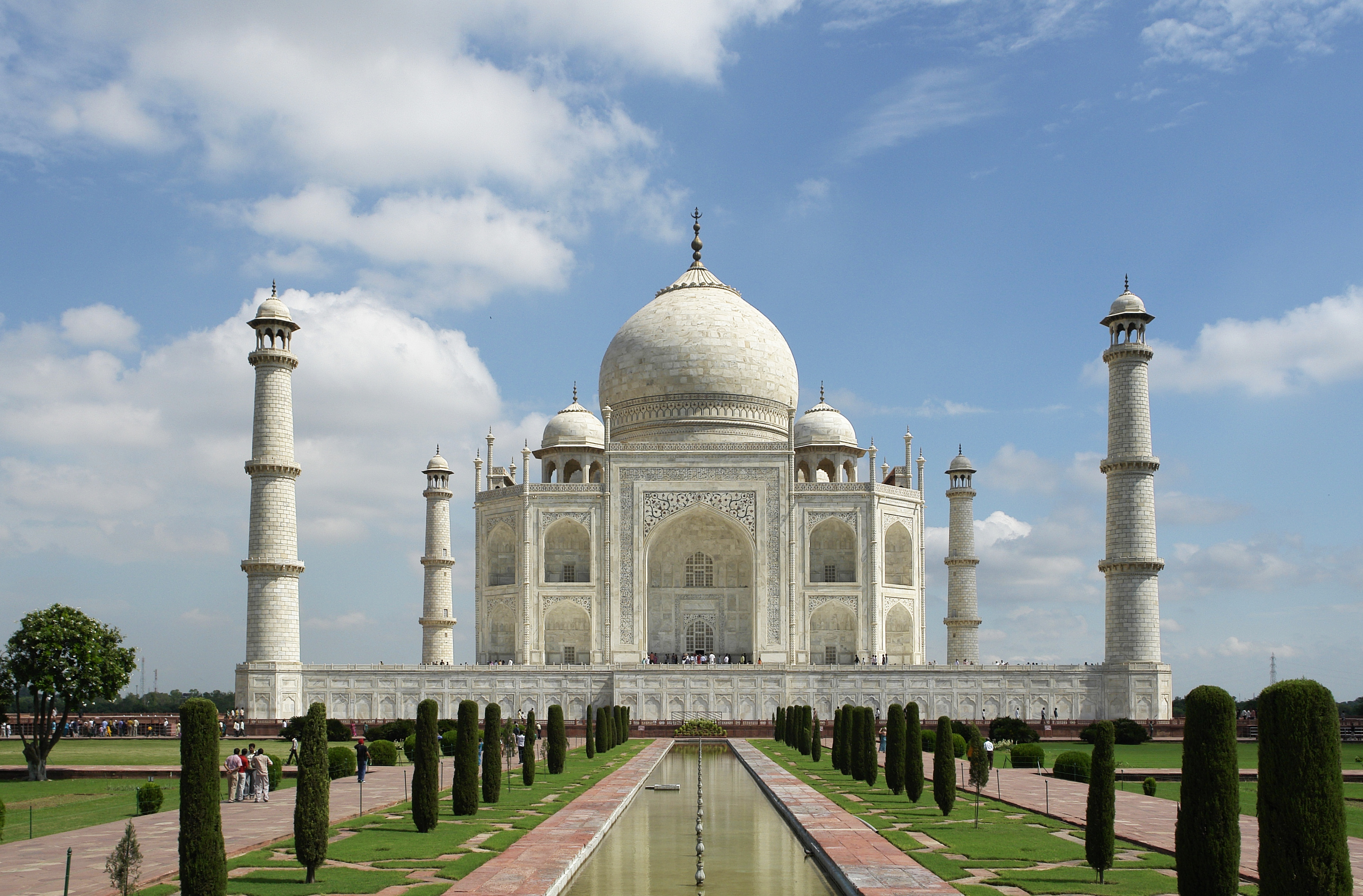
A Tádzs Mahal

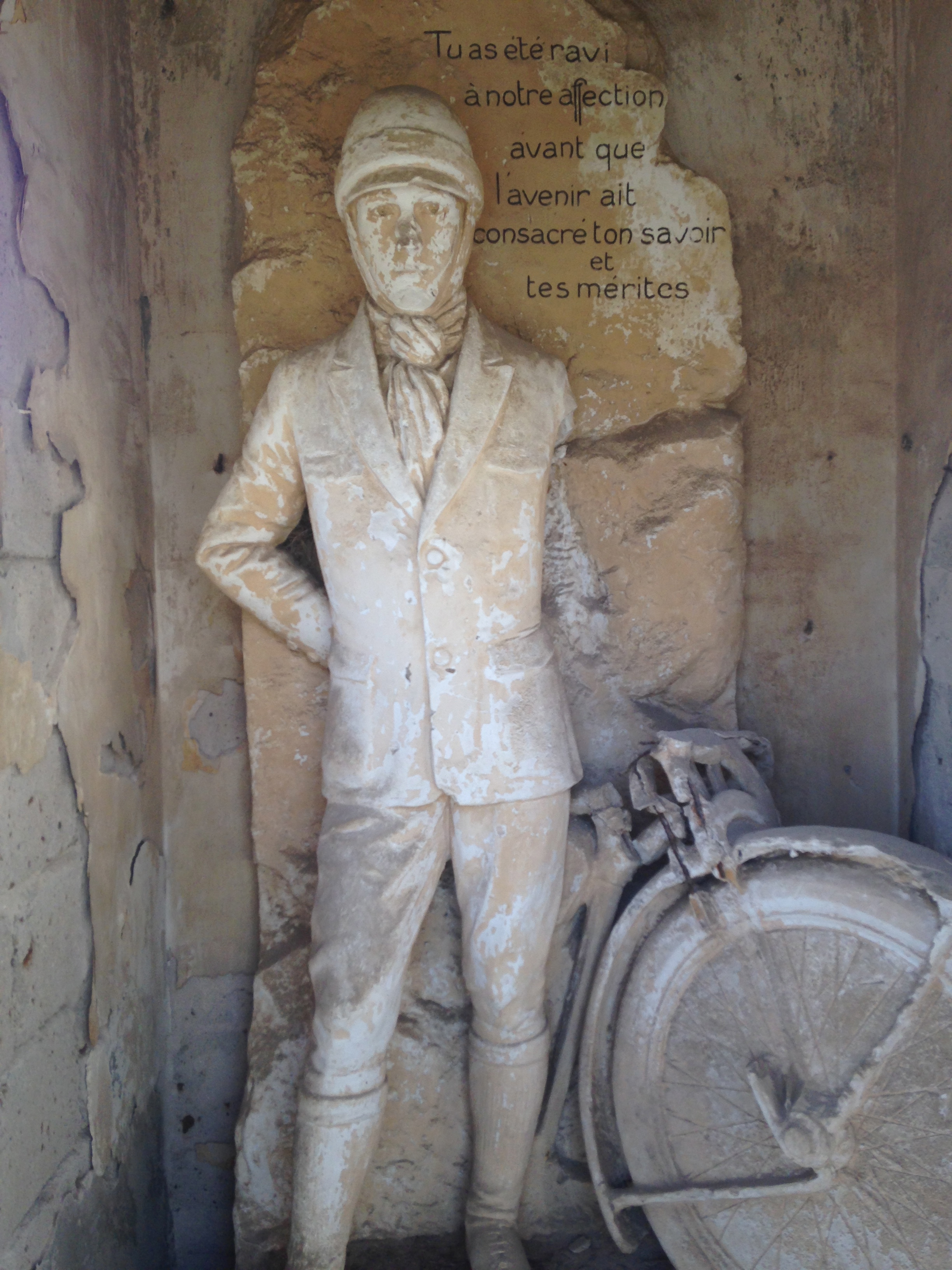
Egy fiatalember síremléke Casablanca keresztény temetőjében

## Története
Első formái már az emberiség őskorában kialakultak.
A rómaiaknál, a zsidó kultúrában és 20. századtól egyre többfelé leggyakoribb formája a sztélé (álló tábla). A középkorban jellemző típusa a templomok, kerengőki padlójában, a sír fölött elhelyezett sírlap volt. A 11. század óta egyre gyakoribb fajtája az olyan szarkofág, amelynek tetejét a halott figurális ábrázolása díszíti. A 12–13. századtól az uralkodók és főpapok síremlékei fölé gyakran oszlopos baldachint emeltek. A 13. században terjedt el a címerdíszes sírkő. A 15. századtól mind gyakoribbak a templomokban a sírtól függetlenül elhelyezett epitáfiumok (halotti pajzsok, illetve táblák). Legegyszerűbb formája a sírjel.